# Université nationale de Córdoba
Ne doit pas être confondu avec Université de Cordoue.
L'université nationale de Córdoba (en espagnol Universidad Nacional de Córdoba), fondée en 1613, est la plus ancienne université de l'Argentine et une des premières en Amérique.

## Présentation
Elle fut officiellement autorisée à délivrer des diplômes par Philippe IV, roi d'Espagne, en 1622.   